# Шахар 101
Подразделения Шахар 101 (ивр. שחר 101‎) — подразделения пограничной стражи Израиля, которые борются с преступностью в городских районах. Подразделения этого типа существуют почти во всех областях пограничной стражи и составляют основу борьбы пограничной стражи с преступностью.

## Создание и организация
В 2011 году ницав Йорам ха-Леви вступил в должность командующего пограничной стражей. Он руководил организационным изменением в пограничной страже под названием «Оперативная концепция — пограничная стража». Это организационное изменение было сделано с целью реорганизации пограничной стражи и превращения ее в более эффективную службу безопасности. В рамках концепции было принято решение об объединении подразделений для создания более крупных подразделений с большей мощностью. Согласно этому принципу, в каждом из подразделений Пограничной стражи две или более роты, занимавшиеся криминалом, были объединены в подразделение нового типа под названием «Шахар 101» — подразделения, в котором служит 101 сотрудник полиции, а его командиром является офицер в звании «сган-ницав». В течение 2011 — 2012 годов во всех районах Пограничной стражи, кроме Иудеи и Самарии, были созданы подразделения «Шахар 101», по одному подразделению в каждом районе, кроме Центральной Пограничной стражи, где были созданы два таких подразделения. Подразделения «Шахар 101» заменили подразделения «ЯМАГ» и подразделения «Батап», которые использовались до этого в качестве основной силы для борьбы с преступностью в Пограничной страже.
Каждое подразделение «Шахар 101» разделено на две части: разведывательную и детективную, которая занимается патрулированием, рейдами и арестами. В сыскном подразделении солдаты, прошедшие специальную детективную подготовку и работающие в штатском, служат для сбора разведывательной информации и выполнения специальных полицейских миссий в сфере криминала. Каждое подразделение возглавляет офицер в звании «рав-пакад». Подразделения «Шахар 101» являются районными подразделениями и подчиняются тому же округу, в котором они действуют.

## Список подразделений
- Центральное подразделение «Шахар 101» — в центральном отделе полиции, была создана как слияние подразделения Цабар и центрального сельского подразделения.
- Тель-Авивское подразделение «Шахар 101» — в центральном полицейском участке, было создано как слияние 1-го Пограничного патруля и подразделения Барак.
- Южное подразделение «Шахар 101» — в южном отделе полиции, было создано в результате слияния подразделения Ротем и роты Мо.
- Северное подразделение «Шахар 101» — в северном отделе полиции, было создано как объединение подразделения «Орен», подразделения «Алон» и подразделения «Эрез».
- Прибережное подразделение «Шахар 101» — в прибережном отделе полиции, было создано в результате слияния подразделения Арбель и САМАГ-6.
- Иерусалимское подразделение «Шахар 101» — в полицейском управлении Иерусалима, было создано как объединение подразделений «Мааян» и «Лави».